# Radiocomunicazione

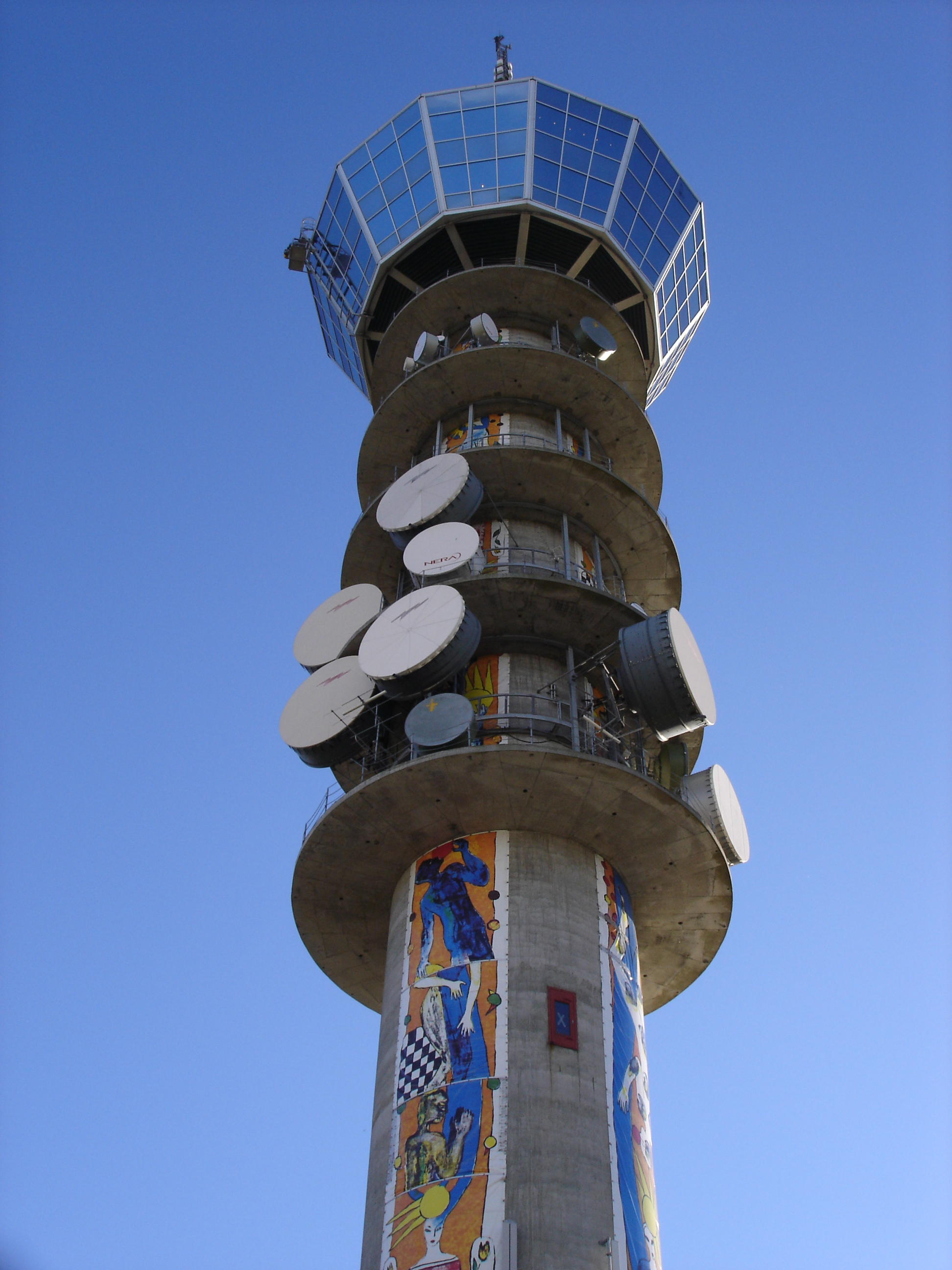
Torre antenna per radiocomunicazione

In telecomunicazioni con il termine radiocomunicazione (o telecomunicazioni) si intende la branca della radiotecnica che si occupa di ogni forma di comunicazione wireless (ovverosia senza fili), che fa uso del mezzo o canale radio, al fine di trasportare a distanza l'informazione tra utenti attraverso segnali elettromagnetici, appartenenti alle frequenze radio o microonde dello spettro elettromagnetico detta anche banda radio (i segnali inviati a tali frequenze vengono perciò detti segnali a radiofrequenza (RF) e il collegamento ottenuto radiocollegamento).
Essa è dunque una forma di telecomunicazione alternativa a quella cablata facente uso, oltre che di un mezzo trasmissivo condiviso e non dedicato, di sistemi fisici di comunicazione diversi almeno per ciò che riguarda i sistemi di trasduzione dei segnali informativi da elettrici a elettromagnetici e viceversa quali le antenne, sorgenti di irradiazione e ricezione elettromagnetica ovvero dispositivi atti ad irradiare e captare il segnale elettromagnetico.
Una radiocomunicazione può essere terrestre se si appoggia ad infrastrutture di telecomunicazioni poste sulla superficie terrestre oppure satellitare se si appoggia almeno in parte ad infrastrutture poste in orbita sulla Terra come i satelliti artificiali per le telecomunicazioni. Un esempio tipico di radiocomunicazione sono i ponti radio, le infrastrutture di radiodiffusione, telediffusione, l'accesso a reti radiomobili cellulari e le reti satellitari, le reti WLAN e Wi-Max.

## Storia

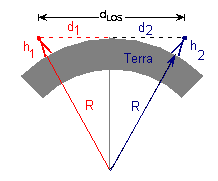
Esempio di radiopropagazione in linea di vista

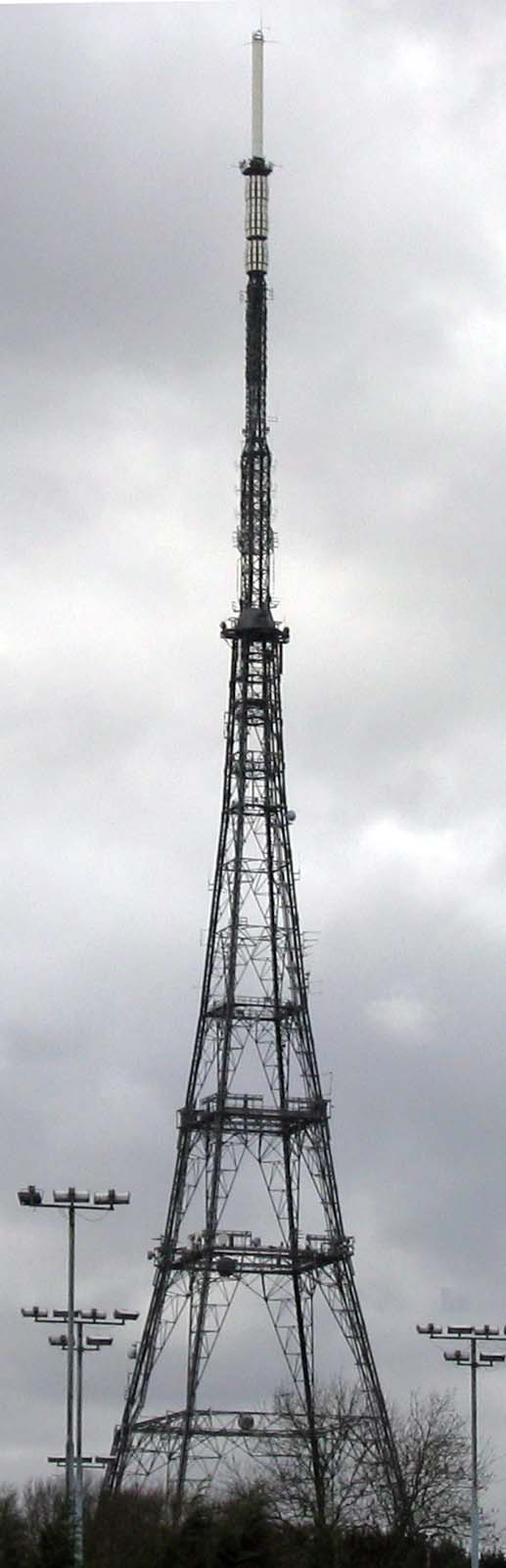
Antenna a monopolo per radiodiffusione

La storia delle radiocomunicazioni inizia dalla rilevazione sperimentale delle onde elettromagnetiche da parte di Hertz nell'Ottocento, teorizzate precedentemente da Maxwell, e successivamente trova applicazione pratica, a partire dagli esperimenti di radiopropagazione da parte di Nikola Tesla e Guglielmo Marconi rispettivamente alla fine del XIX secolo e nei primi anni del Novecento, nelle radiodiffusioni e telediffusioni con l'invenzione della radio prima e della televisione poi fino a giungere alle moderne reti radiomobili cellulari, ai sistemi di radiocomunicazione terrestri, marittimi e aerei ed alle comunicazioni satellitari.

## Descrizione
Le radiocomunicazioni si occupano di:
- Radiopropagazione ovvero degli effetti, tipicamente di tipo aleatorio, del mezzo radio o canale radio sulla propagazione del segnale elettromagnetico informativo dalla sorgente al destinatario.
- Analisi e sintesi (progetto) di sistemi di radiocomunicazioni o radiosistemi (es.ponti radio) ovvero gli apparati preposti alla trasmissione (trasmettitore), alla ricezione (ricevitore) comprese le antenne.

Un sistema di radiocomunicazione o radiocollegamento è essenzialmente composto da un canale trasmissivo che comprende oltre alla tratta radio anche l'emettitore e il ricevitore, le antenne (emittente e ricevente), da un Modem cioè un modulatore in trasmissione e un demodulatore in ricezione e da un Codec ovvero un codificatore del segnale in ingresso e un decodificatore del segnale in uscita al canale radio (trasmissione digitale). In un sistema radio ricetrasmittente tipicamente l'antenna fisica è unica e deputata sia alla trasmissione che alla ricezione e opportunamente disaccoppiata dalla catena trasmissiva e da quella ricevente attraverso un duplexer che funge da commutatore.
In quest'ultimo ambito il termine radiocomunicazioni è spesso sostituito equivalentemente con il termine di Radiotecnica.
La pianificazione e la gestione dello spettro radio, naturalmente limitato, da attribuire ad un servizio di radiocomunicazione, assegnare ad un operatore o allocare geograficamente ad un territorio, ottimizzandone al contempo l'uso, evitando interferenze tra servizi e garantendo interoperabilità per determinati servizi a livello internazionale, è demandato ad organismi internazionali (quali l'ITU-R), continentali e nazionali.

### Vantaggi e svantaggi
I vantaggi della radiocomunicazione sono:
- l'abolizione di buona parte del cablaggio e dei costi associati, e la possibilità di coprire un vasto bacino di utenza ad ampio raggio e a minor costo di investimento, rispetto ai sistemi cablati. Allo stesso tempo consente una connettività mobile ai servizi per l'utente, che non è più vincolato all'accesso diretto e fisso della rete cablata.

Tra gli svantaggi emergono storicamente: 
- la qualità dei servizi (QoS) offerti, generalmente peggiore a causa della banda radio limitata (o sovrasfruttata per essere condivisa da più utenti) e dalla natura aleatoria del canale radio, ovvero della radiopropagazione che non può offrire in senso deterministico, predeterminate prestazioni senza un'adeguata progettazione e maggiori problematiche legate sia alla sicurezza della comunicazione che alla salute umana sul fronte dell'Inquinamento elettromagnetico.

### Tipi di radiocomunicazioni

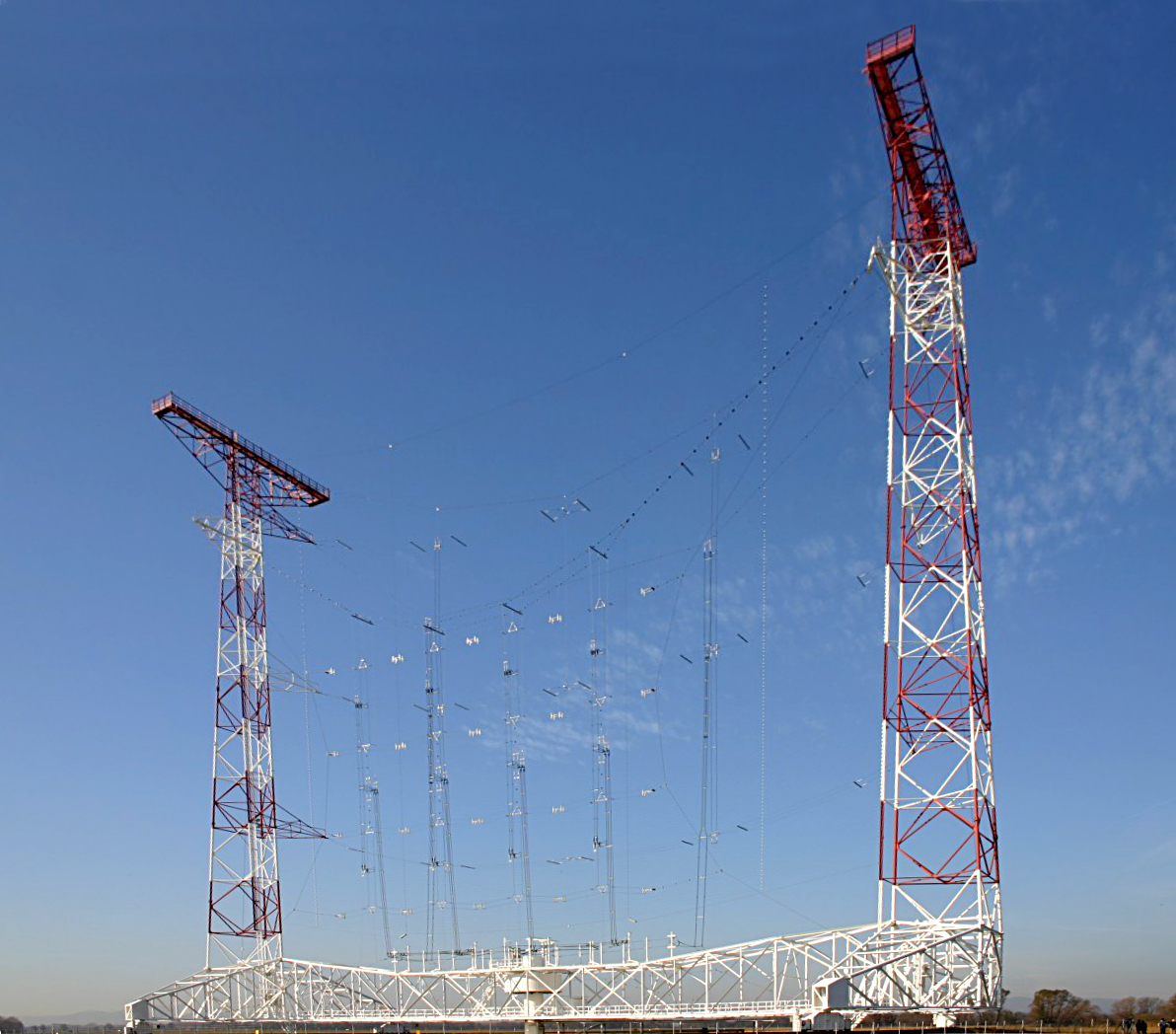
Antenne per radiocomunicazioni

Come in tutti i sistemi di telecomunicazione una Radiocomunicazione può essere unidirezionale (simplex) come nel caso delle radiodiffusioni (radio e televisione) oppure bidirezionale half-duplex o full-duplex come nel caso della telefonia mobile. Mentre nel primo caso si ha un dispositivo trasmittente (antenna a dipolo) e un dispositivo in ricezione con antenna direttiva, nel secondo caso si ha una stazione radio base e terminali di utenza che allo stesso tempo ricevono e trasmettono segnale elettromagnetico in maniera bidirezionale full-duplex. L'organo internazionale responsabile dell'ottimizzazione dello spettro radio nonché dell'assegnazione delle relative bande radio ai vari servizi di telecomunicazioni nelle radiocomunicazioni è l'ITU-R.
Ciascuna comunicazione radio può essere sia di tipo analogica che di tipo digitale.

### Disturbi di radiocomunicazione

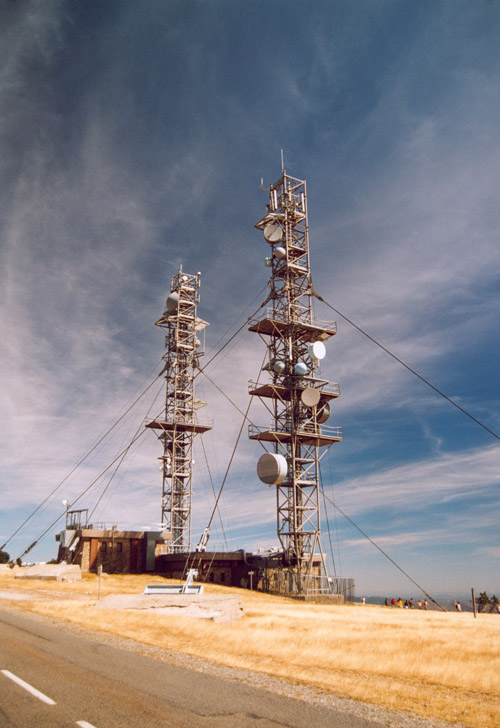
Antenne direttive di ponte radio

Altro fattore importante in una radiotrasmissione sono i disturbi di radiocomunicazione ovvero i rumori interni al sistema, dovuti al rumore termico dei componenti elettronici circuitali del circuito emettitore e del ricevitore, comuni anche ai sistemi cablati, e i rumori esterni, detti anche disturbi, dovuti a tutte le altre sorgenti di radiazione, naturali e artificiali, come la radiazione cosmica (di fondo e diretta) e il rumore termico di altri oggetti fisici. Il rumore ha anch'esso natura variabile e aleatoria nel tempo con effetti sulla qualità del radiocollegamento andando a sommarsi al segnale utile informativo. Si tiene conto del rumore attraverso la potenza di rumore No=K*T*B dove T è la temperatura equivalente di rumore la quale può riferirsi al sistema ricevente (rumore interno) e/o all'ambiente esterno (temperatura equivalente d'antenna), B la banda di frequenze passanti nel ricevitore e K la costante di Boltzmann. Altre forme di disturbi sono le interferenze dovute ad altri segnali informativi captati.

### Bilancio di Radiocollegamento

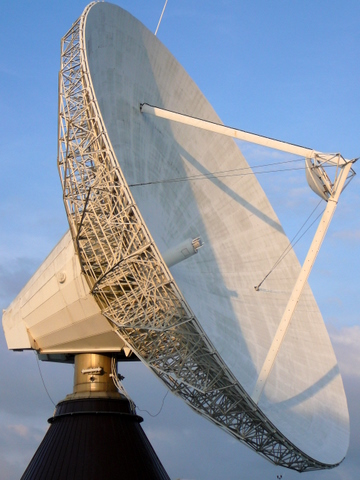
Antenna per trasmissioni satellitari

Il link budget rappresenta il bilancio di potenza in un radiocollegamento: la potenza ricevuta è uguale alla potenza emessa a meno di un fattore al numeratore che include tutti i guadagni (guadagni d'antenna) e un fattore al denominatore che include tutte le attenuazioni del mezzo radio e la dipendenza dalla distanza r. Esso è utilizzato per dimensionare la potenza in trasmissione di un radiocollegamento per una prefissata soglia di potenza minima rilevabile.

### Prestazioni di un radiocollegamento

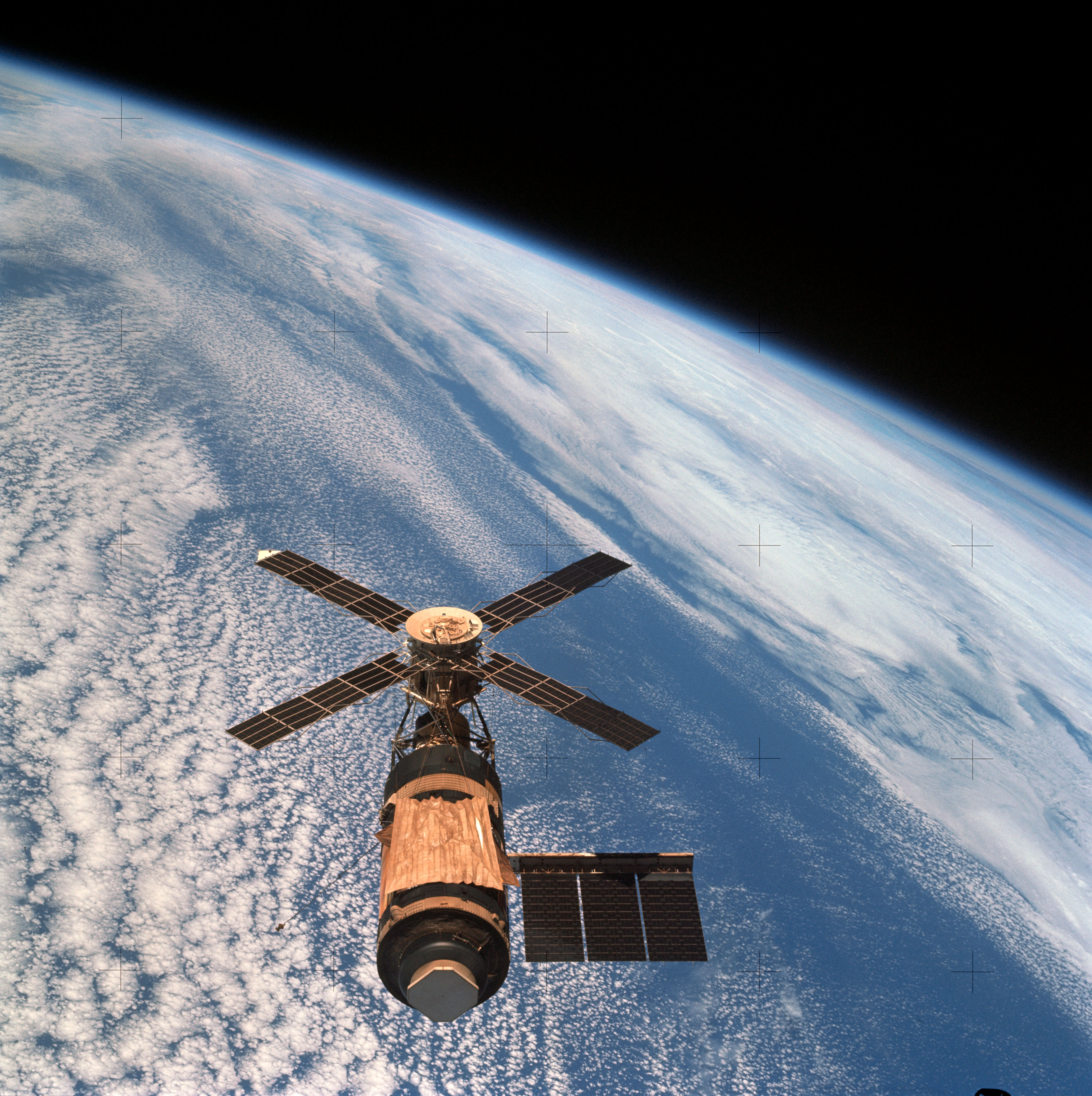
Satellite per telecomunicazioni in orbita intorno alla Terra

I parametri prestazionali di un radiocollegamento sono il Rapporto segnale/rumore (Signal to Noise Ratio SNR) per radiosistemi limitati dal rumore oppure il Rapporto segnale/interferenza per sistemi limitati dall'interferenza e la Probabilità di Errore Pb che per tempi sufficientemente lunghi si può assumere pari al Bit Error Rate (BER, rapporto tra Bit errati ricevuti e Bit totali ricevuti) che ne rappresenta il suo valor medio nel tempo. SNR e Pb sono in corrispondenza inversa: all'aumentare del SNR diminuisce la Probabilità d'Errore.
A causa della natura aleatoria del canale dovuta al fading supplementare aleatorio tali parametri assumono anch'essi natura variabile e aleatoria nel tempo per cui in sede di progetto di un Radiocollegamento, oltre a fissare una specifica sul Pb, o equivalentemente sul SNR, occorre fissare anche un tempo minimo di funzionamento detto tempo di disponibilità o di attività del sistema (la garanzia sull'affidabilità del servizio offerto), ottenendo come specifica totale Prob(Pb<a)=δ che ha ovvio significato statistico. Da ciò è possibile dedurre anche il tempo di indisponibilità o di fuori servizio (outage) pari al complemento ad uno del tempo di disponibilità ovvero ε=1-δ.
Queste grandezze possono essere convenientemente inserite all'interno del link budget come specifiche in fase di progetto o dimensionamento di un radiocollegamento. In generale il BER di una radiocomunicazione è superiore a quello che usualmente si misura in una comunicazione cablata (elettrica o ottica) a causa della natura aleatoria del canale ovvero ai disturbi di propagazione. Altro parametro prestazionale di un radiocollegamento è l'efficienza spettrale.

## Applicazioni

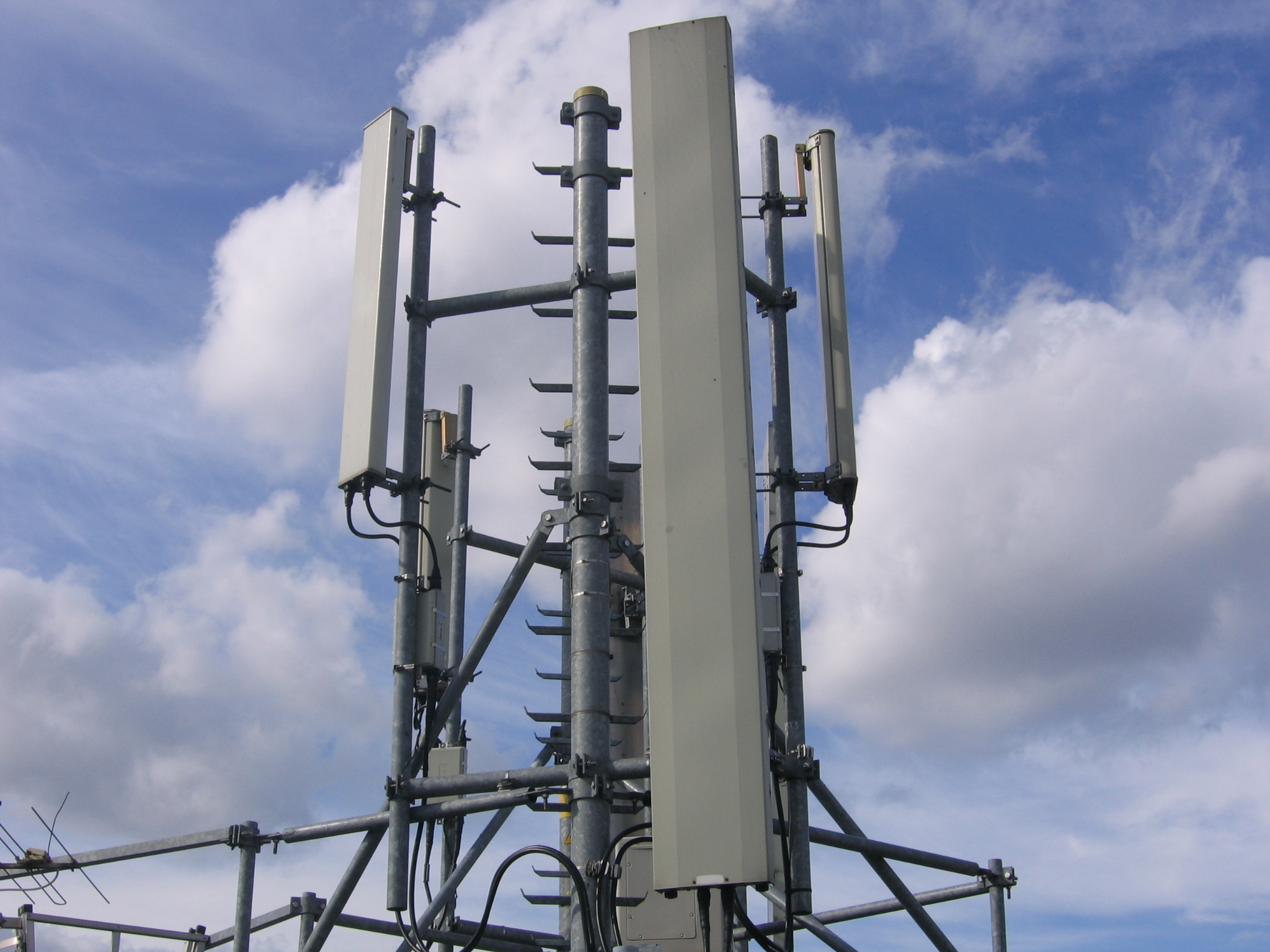
Stazione radio base GSM

Le radiocomunicazioni sono ampiamente sfruttate nelle applicazioni di telediffusione e radiodiffusione ovvero nella fornitura dei servizi della televisione e della radio, nelle reti radiomobili di tipo cellulare per telefonia mobile (TACS, GSM, GPRS, EDGE, UMTS, HSPA, LTE), nelle comunicazioni satellitari e nelle reti informatiche wireless come le WPAN (Bluetooth), le WLAN (Wi-Fi) e Wi-Max, nelle reti ad hoc. Nelle reti Wi-fi il dispositivo di rice-trasmissione, oltre al terminale di utenza, è l'access point. Altre applicazioni comuni sono:
- comunicazioni di supporto ai trasporti: trasporto navale e aereo, radionavigazione;
- comunicazioni e utilizzi in ambito militare;
- comunicazioni e servizi di ordine pubblico e pubblica sicurezza (es. corpi di polizia) (es. TETRA);
- servizi di soccorso (es.vigili del fuoco ed emergenza medica, protezione civile) (es. TETRA);
- servizi di vigilanza privata;
- collegamenti radioamatoriali;
- utilizzi civili - privati o ad uso collettivo.

## Inquinamento elettromagnetico

Un cartello indica il rischio da inquinamento elettromagnetico

Il sempre più massiccio ricorso a questa forma di comunicazione, motivato dai minor costi iniziali per l'investitore e alla facile accessibilità per l'utente, ha suscitato e continua a suscitare dubbi e preoccupazioni sul fronte del inquinamento elettromagnetico con i possibili effetti sulla salute umana dei campi elettromagnetici; gli studi effettuati al riguardo, peraltro molto complessi, mostrano finora risultati contrastanti.
Si fa però generalmente notare che in una rete radiomobile cellulare, ad esempio, ad una maggiore concentrazione di antenne o stazioni radio base, corrispondente ad una riduzione della cella di copertura, corrisponde un minor rischio elettromagnetico per via della diminuzione di potenza elettromagnetica di emissione necessaria all'antenna trasmittente per coprire la cella ad estensione minore.
Nei ponti radio invece la loro caratteristica di direttività di irradiazione li rende meno pericolosi sotto questo punto di vista, mentre un peso maggiore lo hanno le infrastrutture radio di radiodiffusione e telediffusione almeno nei dintorni delle loro sorgenti di emissioni elettromagnetiche. Ad ogni modo esiste una normativa di sicurezza che fissa i valori limiti consentiti di esposizione a campi elettrici e magnetici sul posto di lavoro e in luoghi residenziali, valori dipendenti dalla durata di esposizione.